# Chrząszcze
Chrząszcze, tęgopokrywe (Coleoptera) – rząd owadów z infragromady nowoskrzydłych i nadrzędu skrytoskrzydłych. Obejmuje około 400 tys. opisanych naukowo gatunków, co czyni go najliczniejszym pod tym względem rzędem zwierząt. Ostrożne szacunki faktycznej liczby gatunków współczesnych z drugiej dekady XXI wieku podają zależnie od metody od około pół do półtora miliona gatunków, w niektórych przypadkach wskazując na błonkówki jako nawet ponad trzykrotnie liczniejsze w gatunki od chrząszczy. Na powyżej miliona gatunków szacowana bywa też różnorodność muchówek i roztoczy. Z kolei pod koniec XX wieku różnorodność chrząszczy oszacowano na 12,2 milionów gatunków. Chrząszcze to zwierzęta kosmopolityczne, zamieszkujące najrozmaitsze środowiska i strefy klimatyczne. Mogą być roślinożerne, drapieżne, padlinożerne, wszystkożerne, mogą zamieszkiwać zarówno ląd, jak i wody słodkie.

## Opis rzędu
Chrząszcze przechodzą przeobrażenie zupełne: (jajo, larwa, poczwarka, owad dorosły). Cechą charakterystyczną chrząszczy jest aparat gębowy typu gryzącego. Aparat ten składa się z wargi górnej, dwóch żuwaczek, nazywanych też szczękami górnymi, żuchwy, czyli tzw. szczęki dolnej oraz wargi dolnej. Dwie pary zrośniętych ze sobą głaszczek, będących częścią szczęk i wargi dolnej, są narządem dotyku. Nazywa się je głaszczkami szczękowymi i wargowymi.
Skrzydła pierwszej pary przekształcone są w grube (tęgie) pokrywy, które nie biorą udziału w locie, a jedynie służą do osłaniania błoniastych skrzydeł drugiej pary. Oskórek chitynowy gruby, często rzeźbiony. Czułki mogą być różnorakiego kształtu. Liczba ich członów zazwyczaj nie przekracza 11, a tylko wyjątkowo może być 12 lub 14. Opisano też gatunki o większej liczbie członów. Z drugiej strony są też gatunki z czułkami o 1 lub 2 członach.

## Systematyka
Według pracy autorstwa  11 koleopterologów z 2011 roku w obrębie chrząszczy wyróżnia się 5 podrzędów, 6 infrarzędów (serii), 24 nadrodziny, 211 rodzin, 541 podrodzin i 1663 plemion. Podział do rangi nadrodziny według tejże pracy z uwzględnieniem modyfikacji z 2015 roku przedstawia się następująco:
- podrząd: †Protocoleoptera
  - nadrodzina: †Tshekardocoleoidea Rohdendorf, 1944
  - nadrodzina: †Permocupedoidea Martynov, 1933
  - nadrodzina: †Permosynoidea Tillyard, 1924
- podrząd: Archostemata (w Polsce nie występują[10])
- podrząd: Myxophaga
  - nadrodzina: †Asiocoleoidea Rohdendorf, 1961
  - nadrodzina: †Rhombocoleoidea Rohdendorf, 1961
  - nadrodzina: †Schizophoroidea Ponomarenko, 1968
  - nadrodzina: Lepiceroidea Hinton, 1936
  - nadrodzina: Sphaeriusoidea Erichson, 1845
- podrząd: Adephaga – chrząszcze drapieżne
- podrząd: Polyphaga – chrząszcze wielożerne
  - infrarząd: Staphyliniformia – kusakokształtne
    - nadrodzina: Hydrophiloidea Latreille, 1802 – kałużnice
    - nadrodzina: Staphylinoidea Latreille, 1802 – kusaki

  - infrarząd: Scarabaeiformia – żukokształtne
    - nadrodzina: Scarabaeoidea Latreille, 1802 – żuki

  - infrarząd: Elateriformia – sprężykokształtne
    - nadrodzina: Scirtoidea Fleming, 1821
    - nadrodzina: Dascilloidea Guérin-Méneville, 1843
    - nadrodzina: Buprestoidea Leach, 1815 – bogatki
    - nadrodzina: Byrrhoidea Latreille, 1804 – otrupki
    - nadrodzina: Elateroidea Leach, 1815 – sprężyki

  - infrarząd: Derodontiformia
    - nadrodzina: Derodontoidea LeConte, 1861

  - infrarząd: Bostrichiformia – kapturnikokształtne
    - nadrodzina: Bostrichoidea Latreille, 1802 – kapturniki

  - infrarząd: Cucujiformia
    - nadrodzina: Lymexyleoidea Fleming, 1821
    - nadrodzina: Cleroidea Latreille, 1802 – przekraski
    - nadrodzina: Cucujoidea Latreille, 1802 – zgniotki
    - nadrodzina: Tenebrionoidea Latreille, 1802 – czarnuchy
    - nadrodzina: Coccinelloidea Latreille, 1807
    - nadrodzina: Chrysomeloidea Latreille, 1802 – stonki
    - nadrodzina: Curculionoidea Latreille, 1802 – ryjkowce